# Garrebourg
 Garrebourg  es una comuna     y población de Francia, en la región de Lorena, departamento de Mosela, en el distrito de Sarrebourg y cantón de Phalsbourg.
Su población en el censo de 1999 era de 496 habitantes.
Está integrada en la Communauté de communes du Pays de Phalsbourg .

## Demografía
| 473 | 479 | 536 | 518 | 518 | 496 |
| Para los censos de 1962 a 1999 la población legal corresponde a la población sin duplicidades (Fuente: INSEE [Consultar]) |     |     |     |     |     |

- Datos: Q22233
- Multimedia: Garrebourg / Q22233

1. ↑  Worldpostalcodes.org, código postal n.º 57820.
2. ↑  INSEE, Datos de población para el año 2012 de Garrebourg (en francés).